# Harttia canastra
Harttia canastra — вид сомоподібних риб родини лорікарієвих (Loricariidae). Описаний у 2022 році.

## Поширення
Ендемік Бразилії. Поширений в басейні річки Сан-Франсиску у штаті Мінас-Жерайс.

## Назва
Видова назва canastra відноситься до Серра-да-Канастра, гірського хребта, розташованого в центрі на півдні штату Мінас-Жерайс, де знаходиться верхів'я річки Сан-Франциску, де було зібрано більшість зразків.

## Опис
Риба завдовжки до 10,9 см.